# Víntzi Daskaleioú
Víntzi Daskaleioú är en ort i Grekland.   Den ligger i prefekturen Nomarchía Anatolikís Attikís och regionen Attika, i den sydöstra delen av landet, 30 km sydost om huvudstaden Aten. Víntzi Daskaleioú ligger 1 meter över havet och antalet invånare är 149.
Terrängen runt Víntzi Daskaleioú är huvudsakligen kuperad, men åt sydost är den platt. Havet är nära Víntzi Daskaleioú åt nordost.  Närmaste större samhälle är Artémida, 17,7 km norr om Víntzi Daskaleioú. 